# محمد سيلا (مغني)
محمد سيلا (مواليد 10 سبتمبر 1994)، المعروف باسمه الفني MHD، هو مغني راب فرنسي من باريس، والمعروف بخلط موسيقى تراب مع موسيقى غرب إفريقيا؛ النوع الذي صاغه باسم تراب أفريقي أو أفرو-تراب. كان سابقًا جزءًا من مجموعة الراب 1.9 للشبكات. بدأ محمد سيلا، الذي ولد في فونديه لأسرة من أصل غرب أفريقي، مسيرته كمغني راب في باريس في سن 18 عامًا أصدر في 2016 ألبومه الأول تحت عنوان MHD، الذي باع أكثر من 200.000 نسخة في 6 أشهر. حصل لاحقًا على اعتراف دولي، وقام بجولة في غينيا، إنجلترا، السنغال والمغرب. ألبومه الثاني ، بعنوان 19، صدر في سبتمبر 2018. في يناير 2019، ألقت الشرطة الفرنسية القبض على محمد سيلا واتهمت بجريمة قتل من الدرجة الثانية بعد التحقيق في قضية قتل يرجع تاريخها إلى عام 2018. وبحث براءته من خلال محاميه، ثم احتجز لمدة 18 شهرًا. أُفرج عن طريق كفالة مالية وهو ينتظر المحاكمة حالياً.

## روابط خارجية
- محمد سيلا على موقع IMDb (الإنجليزية)
- محمد سيلا على موقع ألو سيني (الفرنسية)
- محمد سيلا على موقع ميوزك برينز (الإنجليزية)
- محمد سيلا على موقع ديسكوغز (الإنجليزية)